# Cântece interzise/Cenzurat
Cântece interzise/Cenzurat este o compilație lansată la data de 5 noiembrie 2007, împreună cu cotidianul Jurnalul Național, ce reprezintă al 26-lea volum al seriei „Muzică de colecție / Recurs la România”. Compilația a fost editată de Jurnalul Național, în colaborare cu Casa de Cultură a Studenților „Grigore Preoteasa” și cu casele de discuri Electrecord și Intercont Music. Materialul conține 20 de piese românești de muzică rock și folk, în marea lor majoritate cenzurate (parțial sau total) de către autoritățile comuniste, fie înainte de apariția lor pe disc, fie după aceea.
Piesa „30 de arginți” este atribuită greșit formației Voltaj, conform copertei discului. De fapt, această melodie a fost compusă de Doru Istudor în perioada în care era membru Voltaj, însă nu a fost terminată în 1992, când acesta a părăsit trupa și țara. Mult mai târziu, ea a fost înregistrată de Istudor cu formația M.S., fiind inclusă pe albumul A Breath of Fresh Air din 2006 și apoi reluată pe compilația de față.
Ultima melodie – „E casa noastră” – este o piesă bonus, realizată special pentru această compilație de formația Taxi și reprezintă un omagiu adus Casei de Cultură a Studenților „Grigore Preoteasa” din București.
În afară de aceste două piese, toate celelalte sunt compoziții ce datează din anii ’70 sau ’80, însă unele imprimări au fost făcute după Revoluția din 1989. „Ai iernii soli” a apărut pe albumul Cântece transilvane din 1980 al formației Semnal M cu titlul cenzurat „Colindătorii”. „Vișina” este un fragment live al unei compoziții din 1971 care urma să apară (dacă nu ar fi fost interzisă) pe albumul Cei ce ne-au dat nume al grupului Phoenix.
Discul Cântece interzise/Cenzurat a apărut cu ocazia împlinirii a 70 de ani de existență a Casei de Cultură a Studenților din București.

## Piese și personal
| Nr. | Formație / Interpret | Melodie                           | Compozitor                                  | Textier                | Durată | Anul înregistrării | Componența formației la înregistrarea melodiei |
| --- | -------------------- | --------------------------------- | ------------------------------------------- | ---------------------- | ------ | ------------------ | --- |
| 1.  | Dan Andrei Aldea     | Zece arici înamorați              | Dan Andrei Aldea                            | Horia Zilieru          | 3:54   | 1979               | Dan Andrei Aldea – voce, chitară, pian, alte instrumente |
| 2.  | Alexandru Andrieș    | Dracula blues                     | Alexandru Andrieș                           | Alexandru Andrieș      | 2:03   | 1988               | Alexandru Andrieș – voce, chitară acustică |
| 3.  | Krypton              | Fata morgana                      | Eugen Mihăescu                              | Eugen Mihăescu         | 3:46   | 1985               | Eugen Mihăescu – chitară solo, voce; Gabriel Golescu – chitară, voce; George Lungu – bas; Mihai Rotaru – baterie |
| 4.  | Mircea Baniciu       | Rânduri pentru păsările călătoare | Mircea Baniciu                              | Ion Minulescu          | 3:25   | 1981               | Mircea Baniciu – voce, chitară acustică; formația Post Scriptum (Doru Apreotesei – sintetizator, pian electric, pian; Mircea Marcovici – bas; Nuțu Olteanu – chitară electrică; Mihai Farcaș – baterie, percuție; Tiberiu Ladner – percuție) |
| 5.  | Mircea Vintilă       | Mielul                            | Mircea Vintilă                              | Adrian Păunescu        | 4:40   | 1974               | Mircea Vintilă – voce, chitară acustică; Sorin Minghiat – flaut |
| 6.  | Compact              | Jocul ielelor                     | Paul Ciuci                                  | Johann Wolfgang Goethe | 5:02   | 1988               | Paul Ciuci – vocal, chitară solo; Constantin Cămărășan – chitară solo; Vlady Cnejevici – claviaturi; Teo Peter – bas; Aurel Vasilescu – baterie                                                                                              |
| 7.  | Accent               | Fluierături în biserică           | Paul Prisada                                | Mircea Dinescu         | 3:57   | 2007               | Paul Prisada – chitară, vocal; Nicolae Sava – claviaturi; Gheorghe Torz – flaut; Călin Grigoriu – chitară; Florin Lefter – bas; Marian Ene – baterie; Florin Laghia – percuție                                                               |
| 8.  | Zoia Alecu           | Trei galoși                       | Zoia Alecu                                  | Zoia Alecu             | 2:32   | 2007               | Zoia Alecu – voce, chitară acustică; Emanuel Gheorghe „Fisă” – orchestrație, chitară, claviaturi |
| 9.  | Harap-Alb            | Scatiul                           | Gabriel Nacu                                | Gabriel Nacu           | 3:26   | 1999               | Bogdan Blaga – vocal; Cristian Luca – chitară; Marius Roșiu – chitară; Ionuț Calotă – bas; Doru Istudor „M.S.” – baterie |
| 10. | Alexandru Andrieș    | La telejurnal                     | Alexandru Andrieș                           | Alexandru Andrieș      | 1:03   | 1989               | Alexandru Andrieș – voce, chitară acustică, muzicuță; Maria Ioana Mîntulescu – voce |
| 11. | Progresiv TM         | Puterea muzicii                   | Liviu Tudan                                 | Daniela Crăsnaru       | 2:54   | 1977               | Harry Coradini – vocal; Liviu Tudan – bas, pian, vocal; Ladislau Herdina – chitară, voce; Florin Ochescu – chitară; Ion Cristian „Călare” – baterie, percuție, voce                                                                          |
| 12. | Mircea Bodolan       | Mătrăguna                         | Mircea Bodolan                              | Mircea Bodolan         | 5:11   | 1995               | Mircea Bodolan – voce, chitară acustică; Valeriu Sterian – percuție, chitară, muzicuță |
| 13. | Sfinx                | Horă de băieți                    | Mihai Cernea                                | Tudor Arghezi          | 4:34   | 1975               | Dan Andrei Aldea – chitară, vocal; Corneliu „Bibi” Ionescu – bas; Mihai Cernea – baterie, vocal; Dan Bădulescu – chitară |
| 14. | Mircea Vintilă       | Lordul John                       | Mircea Vintilă                              | George Coșbuc          | 2:43   | 1976               | Mircea Vintilă – voce, chitară acustică; Dan Andrei Aldea – sintetizator |
| 15. | M.S.                 | 30 de arginți                     | Doru Istudor                                | Doru Istudor           | 4:12   | 2006               | Sandu Costică – vocal; Cristi „Porta” Marinescu – chitară solo; Cristian Luca – chitară armonie; George Costinescu – bas, backing vocals; Doru Istudor „M.S.” – baterie, backing vocals                                                      |
| 16. | Phoenix              | Vișina                            | Folclor, prelucrare Nicolae Covaci          | text popular           | 2:16   | 1971               | Nicolae Covaci – chitară solo; Josef Kappl – bas, vioară; Mircea Baniciu – vocal, tamburină; Cornel Liuba „Țulă” – baterie |
| 17. | Holograf             | Umbre pe cer                      | Mihai Pocorschi, Edi Petroșel, Tino Furtună | Mihai Pocorschi        | 5:42   | 1987               | Dan Bittman – vocal; Nuțu Olteanu – chitară; Marty Popescu – bas; Tino Furtună – claviaturi; Edi Petroșel – baterie |
| 18. | Semnal M             | Ai iernii soli                    | Iuliu Merca                                 | Ion Pădureanu          | 3:54   | 1980               | Iuliu Merca – chitară, vocal; Ștefan Boldijar – bas, vocal; George Ciolac – claviaturi; Francisc Solomon – baterie |
| 19. | Timpuri Noi          | Becule                            | Răzvan Moldovan                             | Răzvan Moldovan        | 4:30   | 1990               | Adrian Pleșca „Artan” – vocal; Bogdan Stănescu – chitară solo; Lulu Mihăescu – claviaturi, voce; Radu Cartianu – bas; Răzvan Moldovan – baterie                                                                                              |
| 20. | Taxi                 | E casa noastră (bonus track)      | Dan Teodorescu                              | Dan Teodorescu         | 3:28   | 2007               | Dan Teodorescu – vocal, chitară acustică; Cantemir Neacșu – chitară; Mugurel Coman – claviaturi; Adrian Borțun – bas; Darius Neagu – baterie; Vicky Albu – backing vocals                                                                    |